# I Said I Love You First
《I Said I Love You First》는 미국의 가수 셀레나 고메즈와 미국의 프로듀서 베니 블랑코가 협업한 정규 앨범이다. 이 음반은 고메즈의 네 번째 정규 앨범이자 블랑코의 두 번째 앨범이며, 2025년 3월 21일 SMG Music LLC, Friends Keep Secrets, 인터스코프 레코드를 통해 발매되었다.
앨범에는 그레이시 에이브럼스, 더 마리아스, 타이니, 그리고 J 발빈이 피처링으로 참여했으며, 추가적으로 글로릴라도 기여했다. 《I Said I Love You First》는 오스트레일리아, 오스트리아, 벨기에, 캐나다, 독일, 아일랜드, 뉴질랜드, 폴란드, 포르투갈, 스코틀랜드, 스페인, 스위스, 영국, 미국 등 여러 국가에서 앨범 차트 톱 10에 진입했다. 이 앨범은 평론가들로부터 대체로 호평을 받았다.

## 배경
고메즈와 블랑코가 처음으로 스튜디오에서 협업한 것은 고메즈의 두 번째 솔로 정규 앨범 《Revival》 제작 당시였다. 해당 앨범에서 블랑코는 〈Kill Em with Kindness〉와 〈Same Old Love〉 두 싱글의 프로듀싱에 참여했다. 이후 두 사람은 다시 스튜디오에 모여 타이니, 제이 발빈과 함께 협업 싱글 〈I Can't Get Enough〉를 녹음했고, 이 곡은 2019년 2월에 발매되었다. 이후 블랑코는 고메즈의 독립 싱글 〈Single Soon〉(2023년 8월 발매)의 제작에도 참여했다.
2023년 12월, 고메즈는 블랑코와의 교제를 공식적으로 인정했으며, 2024년 12월에는 두 사람이 약혼했다는 사실을 공식 발표했다. 2024년 10월, 고메즈는 《버라이어티》와의 인터뷰에서 다음 앨범 발매일에 대한 계획이 없다고 밝히며, “지금은 아무것도 없지만, 음악은 항상 제 삶의 일부로 남을 겁니다”라고 말했다. 또한 “현재로선 특별히 움직이고 있는 일은 없지만, 음악은 제 인생에서 절대 사라지지 않을 거예요”라고 덧붙였다.
2025년 1월 17일, 블랑코는 “베니, 우리 여왕님을 위해 신곡 좀 만들어줘요”라는 팬의 댓글에 반응하는 틱톡 영상을 올렸다. 이 영상에는 고메즈가 자신의 홈 스튜디오에서 음악을 녹음하는 모습이 담겨 있었다. 이후 1월 23일, 고메즈는 본인의 소셜 미디어 계정을 통해 홈 스튜디오에서 신곡 작업을 하는 영상을 공개했다. 여러 차례의 추측 끝에, 2월 13일 고메즈는 앨범을 3월 21일에 발매한다고 발표했으며, 밸런타인데이를 맞아 깜짝 프로모션 싱글 〈Scared of Loving You〉를 선공개했다. 이 앨범은 서명반, 일반반, 한정 CD와 LP, 12인치 바이닐 등 다양한 형식으로 예약 판매되었으며, 스트리밍 플랫폼을 통한 사전 저장도 함께 시작되었다.

## 구성 및 발매
고메즈는 2024년 12월 11일, 블랑코와의 약혼 사실을 발표했다. 두 달 후, 그녀는 두 사람이 협업한 정규 앨범을 작업 중이라고 밝히며 인스타그램에 “내 베스트 프렌드 @itsbennyblanco와 함께 만든 《I Said I Love You First》, 3월 21일에 발매돼요”라고 적었다. 보도자료에 따르면, 이 앨범은 “두 사람의 러브스토리를 기념하는 작품”으로, “서로 만나기 전부터 사랑에 빠지기까지의 여정과 미래를 향한 전망까지”를 담아냈다.
《I Said I Love You First》는 팝을 주 장르로 하며, 〈I Can't Get Enough〉에서는 라틴 팝, 〈Bluest Flame〉에서는 하이퍼팝 등 다양한 장르의 요소도 포함하고 있다. 앨범은 실패한 연애의 끝으로부터 시작해 고메즈와 블랑코의 만남, 그리고 “현재의 행복한 관계”까지 이어지는 서사를 따른다. 첫 번째 트랙은 《위저드 오브 웨이버리 플레이스》의 출연진과 제작진에게 전하는 고메즈의 음성 연설을 담고 있다.
앨범의 확장된 출시 전략의 일환으로, 고메즈는 2025년 3월 22일 공식 웹사이트를 통해 2016년에 녹음했으나 미공개 상태였던 곡 〈Stained〉를 디지털 다운로드 형식으로 공개했다. 이틀 후인 3월 24일에는 애플의 아이폰 16e 광고에 삽입되었던 곡 〈Talk〉를 디지털 독점 음원으로 발매했다. 이 곡은 케이크의 〈Never There〉를 인터폴레이션하고 있다. 3월 25일에는 〈That's When I'll Care〉의 《Seven Heavens》 버전이 수록된 〈Seven Heavens Version〉이 디지털로 발매되었고, 다음 날인 3월 26일에는 〈Call Me When You Break Up〉의 어쿠스틱 버전과 확장 버전을 포함한 《Call Me When You Break Up Special Edition》이 공개되었다. 이후 그녀는 〈Scared of Loving You〉와 〈How Does It Feel to Be Forgotten〉의 비보 라이브 버전을 각각 수록한 두 개의 디지털 한정반도 추가로 발매했다.

## 홍보
고메즈와 블랑코는 3월 4일, 예정된 앨범 《I Said I Love You First》의 트랙리스트를 공개했다. 3월 19일, 두 사람은 스포티파이의 Countdown To 시리즈에 출연해 앨범 제작 과정에 대해 이야기했다. 3월 20일에는 유튜브 시리즈 Hot Ones에 출연해 인터뷰를 진행했고, 다음 날인 3월 21일에는 《지미 팰런 투나잇 쇼》에 출연해 앨범을 홍보했다.

### 싱글
2025년 2월 13일, 고메즈는 발렌타인데이를 맞아 〈Scared of Loving You〉를 깜짝 발매하며 앨범의 첫 번째 프로모션 싱글로 공개했다. 이 곡은 피니어스 오코넬과 함께 작곡한 업템포 발라드로, 공식 가사 영상도 함께 공개되었다. 이어 2월 20일에는 앨범의 리드 싱글 〈Call Me When You Break Up〉이 발매되었으며, 이 곡은 미국의 싱어송라이터 그레이시 에이브럼스와의 협업 곡이다. 3월 14일에는 두 번째 싱글 〈Sunset Blvd〉가 뮤직비디오와 함께 발매되었다. 〈Younger and Hotter Than Me〉는 앨범 발매 전부터 잠재적 싱글 후보로 언급되었다.

## 평가
| 전문가 평가      | 전문가 평가 |
| 총 점수          | 총 점수     |
| 출처             | 점수        |
| ---------------- | ----------- |
| AnyDecentMusic?  | 6.0/10      |
| 메타크리틱       | 68/100      |
| 평가 점수        |             |
| 출처             | 점수        |
| 올뮤직           | [ 28 ]      |
| 《클래시》       | 8/10        |
| 《가디언》       | [ 11 ]      |
| 《NME》          | [ 29 ]      |
| 《피치포크》     | 5.9/10      |
| 《롤링 스톤》    | [ 31 ]      |
| 《Sputnikmusic》 | 3/5         |

리뷰 집계 사이트 《메타크리틱》에 따르면 《I Said I Love You First》는 8개의 평론가 평점을 바탕으로 100점 만점에 가중 평균 68점을 기록하며 "대체로 호의적인 평가"를 받았다. 《Associated Press》의 마르티나 레베카 인칭골로는 본 앨범이 다양한 장르 실험과 게스트 아티스트의 참여를 적절히 조화시켰다고 평가했다. 《빌보드》의 제이슨 립셧츠는 고메즈가 "마침내 자신의 디스코그래피에 매력적인 새 작품을 추가했다"고 평했고, 《Sputnikmusic》의 다코타 웨스트 포스는 "지금까지 그녀의 가장 강력한 곡 모음집"이라 표현했다. 《클래시》의 로빈 머레이는 앨범이 기대를 뛰어넘었다며 "진정한 전율"이라 평했으며, 블랑코의 "세계관 구축 능력"을 칭찬했다. 반면, 《가디언》의 알렉시스 페트리디스와 《NME》의 조지아 에번스는 앨범의 정체성이 뚜렷하지 않다고 비판했다. 페트리디스는 특히 수록곡들의 성격이 기억에 남지 않는다고 지적했다. 《롤링 스톤》의 롭 셰필드는 앨범의 장르와 스타일 면에서의 다양성과 유연성을 높이 평가하며 "이 앨범은 그야말로 발렌타인 선물이다. 우리가 응원할 수밖에 없는 현실 속 로맨스를 팝 아이콘과 슈퍼스타 프로듀서가 함께 축하하고 있다"고 평했다.

## 곡 목록
| #            | 제목                                               | 작사·작곡 | 프로듀서                                                      | 재생 시간 |
| ------------ | -------------------------------------------------- | --- | ------------------------------------------------------------- | --------- |
| 1.           | 〈I Said I Love You First〉                        | Selena Gomez Benjamin Levin Finneas O'Connell                                                                        | Benny Blanco [p] Finneas Bart Schoudel [v]                    | 0:44      |
| 2.           | 〈Younger and Hotter Than Me〉                     | Gomez Levin O'Connell                                                                                                | Blanco [p] Finneas Schoudel [v]                               | 3:09      |
| 3.           | 〈Call Me When You Break Up〉 (with Gracie Abrams) | Gomez Levin Gracie Abrams Justin Tranter Julia Michaels Magnus Høiberg Dylan Brady Mattias Larsson Robin Fredriksson | Blanco [p] Cashmere Cat Brady Schoudel [v] Chris Sclafani [v] | 2:06      |
| 4.           | 〈Ojos Tristes〉 (with the Marías)                 | Gomez Levin Amanda Ibanez María Zardoya Ana Magdalena Manuel Álvarez-Beigbeder Pérez Josh Conway                     | Blanco [p] Conway [p] Zardoya Schoudel [v]                    | 3:21      |
| 5.           | 〈Don't Wanna Cry〉                                | Gomez Levin Blake Slatkin Sébastien Akchoté-Bozović Tranter Jackson Shanks Mikky Ekko Høiberg                        | Blanco [p] Slatkin [p] Sebastian Shanks Schoudel [v]          | 3:27      |
| 6.           | 〈Sunset Blvd〉                                    | Gomez Levin Tranter Høiberg Michael Pollack Ibanez Jeremy Malvin                                                     | Blanco [p] Chrome Sparks Schoudel [v]                         | 2:47      |
| 7.           | 〈Cowboy〉                                         | Gomez Levin Høiberg Ibanez Jake Torrey                                                                               | Blanco [p] Cashmere Cat Schoudel [v]                          | 3:04      |
| 8.           | 〈Bluest Flame〉                                   | Gomez Levin Charlotte Aitchison Høiberg Brady                                                                        | Blanco [p] Cashmere Cat Brady Schoudel [v]                    | 2:42      |
| 9.           | 〈How Does It Feel to Be Forgotten〉               | Gomez Levin Ekko Tranter William Fly                                                                                 | Blanco [p] Schoudel [v]                                       | 2:41      |
| 10.          | 〈Do You Wanna Be Perfect〉                        | Gomez Levin Høiberg Malvin                                                                                           | Blanco [p] Cashmere Cat Chrome Sparks Schoudel [v]            | 0:37      |
| 11.          | 〈You Said You Were Sorry〉                        | Gomez Levin Høiberg Ibanez Tranter John Byron                                                                        | Blanco [p] Cashmere Cat Schoudel [v]                          | 2:59      |
| 12.          | 〈I Can't Get Enough〉 (with Tainy and J Balvin)   | Gomez Levin Cristina Chiluiza Jhay Cortez Marco Masis Mike Sabath José Osorio                                        | Blanco Tainy                                                  | 2:37      |
| 13.          | 〈Don't Take It Personally〉                       | Gomez Levin Slatkin Ekko Tranter                                                                                     | Blanco [p] Slatkin [p] Cashmere Cat [v] Schoudel [v]          | 2:34      |
| 14.          | 〈Scared of Loving You〉                           | Gomez Levin O'Connell                                                                                                | Blanco [p] Finneas Schoudel [v]                               | 1:50      |
| 총 재생 시간 | 총 재생 시간                                       | 총 재생 시간 | 총 재생 시간                                                  | 34:38     |

| #            | 제목                                                                 | 작사·작곡                                                             | 프로듀서               | 재생 시간 |
| ------------ | -------------------------------------------------------------------- | --------------------------------------------------------------------- | ---------------------- | --------- |
| 15.          | 〈Call Me When You Break Up〉 (with Gracie Abrams; acoustic version) | Gomez Levin Abrams Tranter Michaels Høiberg Brady Larsson Fredriksson | Blanco Casey Kalmenson | 2:50      |
| 16.          | 〈Stained〉 (performed by Selena Gomez)                              | Gomez Michaels Høiberg Daniel Omelio                                  | Cashmere Cat Robopop   | 3:29      |
| 총 재생 시간 | 총 재생 시간                                                         | 총 재생 시간                                                          | 총 재생 시간           | 41:07     |

노트
- ^[p] 는 주요 및 보컬 프로듀서를 의미한다.
- ^[v] 는 보컬 프로듀서를 의미한다.
- 〈Call Me When You Break Up〉은 그레이시 에이브럼스를 피지컬 에디션에 포함하지 않는다.[33]
- 〈Ojos Tristes〉는 아나 마그달레나와 마누엘 알레한드로가 작곡하고 장네트가 부른 〈El Muchacho de los Ojos Tristes〉를 일부 차용하였다.
- 〈Cowboy〉에는 글로릴라의 미공개된 내레이션 아웃트로가 포함되어 있다.

## 차트
| 차트 (2025)                          | 최고 순위 |
| ------------------------------------ | --------- |
| Australian Albums (ARIA)             | 5         |
| 오스트리아 앨범 (Ö3 오스트리아)      | 5         |
| 벨기에 앨범 (울트라탑 플랑드르)      | 6         |
| 벨기에 앨범 (울트라탑 왈로니아)      | 5         |
| 네덜란드 앨범 (메하하르츠)           | 12        |
| 핀란드 앨범 (수오멘 비랄리넨 리스타) | 40        |
| 독일 앨범 (Offizielle 탑 100)        | 2         |
| Icelandic Albums (Tónlistinn)        | 32        |
| 아일랜드 앨범 (OCC)                  | 4         |
| Italian Albums (FIMI)                | 48        |
| Lithuanian Albums (AGATA)            | 22        |
| New Zealand Albums (RMNZ)            | 6         |
| Norwegian Albums (VG-lista)          | 10        |
| 스코틀랜드 앨범 (OCC)                | 3         |
| Swedish Albums (Sverigetopplistan)   | 45        |
| 영국 음반 (OCC)                      | 4         |